# Wahlenbergia lobelioides
Wahlenbergia lobelioides är en klockväxtart som först beskrevs av Carl von Linné d.y., och fick sitt nu gällande namn av Heinrich Friedrich Link. Wahlenbergia lobelioides ingår i släktet Wahlenbergia och familjen klockväxter.

## Underarter
Arten delas in i följande underarter:
- W. l. lobelioides
- W. l. nutabunda
- W. l. riparia